# Rolando Ugolini
Rolando Giovanni Archimede Ugolini (Lucca, 4 giugno 1924 – Edimburgo, 10 aprile 2014) è stato un calciatore italiano, di ruolo portiere. Pur essendo italiano, ha svolto la sua intera carriera agonistica nel Regno Unito, dove venne variamente soprannominato Ugo, Roland, Lando e The Cat.

## Biografia
Nasce a Lucca, in Italia da Rosa Ugolini, che quando Rolando ebbe sei mesi e venne battezzato, raggiunse il marito Giovanni ed il figlio maggiore a Armadale, Scozia, ove gestivano un'attività di Fish and chips. Dopo aver studiato alla St. Anthony’s school, iniziò quattordicenne a lavorare per il padre. Durante la seconda guerra mondiale il padre venne internato per un anno sull'isola di Man come possibile nemico interno, il fratello spedito al fronte mentre lui, troppo giovane, e la madre in un campo a Cambuslang ove dovette svolgere mansioni utili allo scopo bellico britannico. Prima moglie fu Esther Gofton, con cui ebbe tre figli, di cui uno morto prima di lui, e poi con Irene. Muore in Scozia nel 2014.

## Caratteristiche tecniche
Era un portiere molto agile, e per questo soprannominato The Cat, e abile prestante, dallo stile piuttosto teatrale.

## Carriera
, formandosi calcisticamente nell'Armadale Thistle e poi, dopo una prova presso gli Hearts, dal 1944 al Celtic, squadra di cui era tifoso, voluto dall'allenatore Jimmy McStay. Con il Celtic gioca solo quattro incontri di campionato, bloccato dal titolare Willie Miller.
Nel maggio 1948 viene ingaggiato dagli inglesi del Middlesbrough per £7.000, club nel quale militò sino al 1957. Con il Boro ottenne nelle nove stagioni di militanza, di cui sei nella massima serie inglese e tre nella cadetta, come miglior piazzamento il sesto posto nella First Division 1950-1951. Le prestazioni furono sempre eccellenti, perdendo il posto da titolare solo nelle ultime stagioni e militando addirittura nelle riserve dal 1956 al 1957.
Nel 1957 passa in terza serie al Wrexham, fornendo sempre ottime prestazioni e venendo privato del posto da titolare solo nell'ultima, perdendolo in favore di Charlie Hughes.
Nel 1960 torna in Scozia per giocare nel Dundee Utd, giocando due stagioni nella massima serie scozzese.
Chiuderà la carriera nel Berwick Rangers.
Lasciato il calcio giocato, lavorò nel settore delle scommesse, aprendo tre agenzie.